# Vingt-et-unième circonscription de Tokyo
La vingt-et-unième circonscription de Tokyo (東京都第21区, Tōkyō-to dai-nijū-ichi-ku) est l'une des trente circonscriptions législatives que compte la préfecture métropolitaine de Tokyo.

## Description géographique
Entre 1994 et 2017, la vingt-et-unième circonscription de Tokyo correspondait aux villes de Tachikawa, Akishima et Hino.
Entre 2017 et 2022, elle regroupait les villes de Tachikawa, Hino et Kunitachi et une partie des villes de Hachiōji, Tama et Inagi.
Depuis 2022, elle comprend les villes de Tachikawa et Hino et une partie de la ville de Hachiōji,.

## Députés
| Législature | Début de mandat | Fin de mandat | Député élu             | Parti politique | Parti politique |
| ----------- | --------------- | ------------- | ---------------------- | --------------- | --------------- |
| 41e         | 1996            | 2000          | Jōji Yamamoto (ja)     |                 | PDJ             |
| 42e         | 2000            | 2000          | Jōji Yamamoto (ja)     |                 | PDJ             |
| 42e         | 2000            | 2003          | Etsuko Kawada (ja)     |                 | SE              |
| 43e         | 2003            | 2005          | Akihisa Nagashima (ja) |                 | PDJ             |
| 44e         | 2005            | 2009          | Yūichi Ogawa (ja)      |                 | PLD             |
| 45e         | 2009            | 2012          | Akihisa Nagashima      |                 | PDJ             |
| 46e         | 2012            | 2014          | Akihisa Nagashima      |                 | PDJ             |
| 47e         | 2014            | 2017          | Kiyoshi Odawara (ja)   |                 | PLD             |
| 48e         | 2017            | 2021          | Akihisa Nagashima      |                 | PE              |
| 49e         | 2021            | 2024          | Kiyoshi Odawara        |                 | PLD             |
| 50e         | 2024            | -             | Masako Ōkawara (ja)    |                 | PDC             |